# هوارد استانتون
هوارد استانتون (انگلیسی: Howard Staunton؛ آوریل ۱۸۱۰ – ۲۲ ژوئن ۱۸۷۴) استاد شطرنج اهل بریتانیا بود که قوی‌ترین شطرنج‌باز جهان بین سال‌های ۱۸۴۳ تا ۱۸۵۱ محسوب می‌شود. این جایگاه به خاطر پیروزی تعیین‌کننده‌اش بر پیر شارل فورنیه دو سن-آمان به او داده شده‌است.
استانتون شکل کنونی مهره‌های شطرنج را با طراحی ناتانیل کوک رواج داد و به عنوان استاندارد تثبیت کرد. او همچنین بنیانگذار نخستین جام بین‌المللی شطرنج در سال ۱۸۵۱ بود که به قهرمانی آدولف آندرسن در جهان انجامید.